# Akeelah i jej nauczyciel
Akeelah i jej nauczyciel (ang. Akeelah and the Bee) – amerykański film fabularny z 2006, w reżyserii Douga Atchisona.

## Opis fabuły
Dramat "Akeelah and the Bee" to historia Akeelah Anderson – jedenastoletniej dziewczynki z południowego Los Angeles, która ma talent do ortografii. Pomimo sprzeciwu matki, Akeelah bierze udział w kilku konkursach ortograficznych, do których przygotowuje ją tajemniczy nauczyciel Dr Larabee. Dziewczynkę wspiera również dyrektor szkoły oraz sąsiedzi. Dzięki swoim umiejętnościom Akeelah otrzymuje szansę rywalizowania w krajowym konkursie ortograficznym – najbardziej prestiżowym tego rodzaju konkursie na świecie.

## Obsada
- Keke Palmer jako Akeelah Anderson
- Laurence Fishburne jako dr Joshua Larabee
- Angela Bassett jako Wanda
- Curtis Armstrong jako Pan Welch
- Sean Michael jako Dylan
- Erica Hubbard jako Kiana Anderson
- Craig Wasson jako Ted Sunders
- Julito McCullum jako Terrence
- Sahara Garey jako Georgia
- Kahlil Ashanti jako Listonosz
- Corina Boettger jako Czerwonowłosa dziewczyna

## Nagrody i wyróżnienia
- Międzynarodowa Akademia Prasy
  - Nominacja do Satelity w kategorii Najlepsze wydanie DVD filmu dla młodych widzów (2006)